# Tvor
Tvor, tur ali furunkel je neke vrste kožni ognojek (absces), ki nastane zaradi okužbe lasnega mešička in njegove okolice z bakterijami (natančneje s stafilokoki). Tvor je manjši in leži v bolj povrhnjih plasteh kože v primerjavi s kožnim abscesom. Pogosteje prizadene moške kot ženske.
Turavost ali furunkuloza je pogosto pojavljanje tvorov in je pogostejša pri bolnikh s sideropenično anemijo, sladkorno boleznijo ali imunsko oslabelostjo in pri podhranjenih ljudeh.
Karbunkel je skupek furunklov; v podkožju so medseboj povezani, okužba je globlja in pogosto pušča brazgotine.
Bolezen lahko prizadene tudi zdrave ljudi, vendar se pogosteje pojavlja pri debelejših ljudeh, tistih z oslabljenim imunskim sistemom, starejših in bolnikih s sladkorno boleznijo. Več ljudi je lahko prizadetih hkrati, kadar živijo v tesnih prostorih s slabo higieno, zbolijo pa lahko tudi ljudje, ki so bili v stiku z osebo, okuženo z bolj virulentnimi sevi bakterij. Dejavniki, ki okužbo pospešijo, so prisotnost (kolonizacija) bakterij na koži ali v nosu, vroče in vlažno podnebje in zamašeni ali nenormalni lasni mešički (komedoni oziroma ogrci pri aknah ...).

## Simptomi in znaki
Tvori se pogosto pojavljajo na vratu, prsih, obrazu in zadnjici. So precej neudobni in lahko tudi bolijo. V začetku je podoben folikulitisu. Ker pa  okužba zajame še tkivo okrog lasnega mešička, je okolica otekla in vneta. Sprememba lahko doseže velikost češplje ali celo jajca. Če na tvor pritisnemo, lahko pod njim začutimo valovanje vsebine (fluktuacija). Sredina forunkla odmre in pojavi se rumenkast čep. Ko se tvor (sam od sebe ali kirurško) odpre, iz njega izteče gnojna vsebina. Bolnika tvor boli, če pritiska nanj, pa tudi če ne. Po ozdravljenju lahko ostane brazgotina. Pogosto ima bolnik tudi zvišano telesno temperaturo, včasih pa se pojavijo tudi mrzlica, limfangitis in limfadenitis . Nevarno je lahko, kadar je tvor kje na obrazu, ker lahko bakterije vdrejo v sinuse (npr. kavernozni sinus) in povzročijo okužbo možganskih ovojnic (meningitis).

## Diagnoza
Diagnoza se postavi glede na tipičen izgled spremembe. Vzorec za mikrobiološke preiskave se odvzame, če je tvor na obrazu, če jih je več ali če je bolnik imunsko oslabljen.

## Zdravljenje
Če je tvor samo en, se nanj položi topel obkladek (kompresa), tako da se sam odpre in se njegova vsebina iztoči. Če se nahaja na obrazu ali če jih je več, se da antibiotik, ki deluje proti stafilokokom (npr. dikloksacillin ali cefaleksin).
Sistemski antibiotiki se dajejo tudi, če so spremembe večje, se ne odzivajo na topično zdravljenje, so prisotni znaki celulitisa, je bolnik imunsko oslabljen ali če obstaja tveganje za okužbo notranje stene srca (endokarditis).
Kadar ob pritisku na tvor čutimo v njem valovanje vsebine (fluktuacija), je  potrebna kirurška oskrba; napravi se majhna zareza (incizija) in se pusti, da vsebina steče ven (drenaža).
Tvori se pogosto ponavljajo in prepreči se jih lahko  tako, da se bolnik umiva z antiseptičnimi mili ali  preventivno jemlje antibiotike. Pri bolnikih, pri katerih se pogosto ponavlja, je treba zdraviti tudi morebitne druge dejavnike okužbe, kot so sladkorna bolezen, nosno bacilonoštvo za MRSO in izpostavljenost dejavnikom tveganja pri delu.